# Krsto Hegedušić
Krsto Hegedušić (Petrinja, 26. studenoga 1901. – Zagreb, 7. travnja 1975.), hrvatski slikar.
Suprug je hrvatske slikarice Branke Frangeš-Hegedušić i zet hrvatskog kipara Roberta Frangeša Mihanovića.

## Životopis
To što se rodio u Petrinji nije za njega imalo velike važnosti, jer se poslije očeve smrti 1909. godine obitelj vratila u Hlebine od kuda je obitelj Hegedušić bila podrijetlom i od tada počinje njegova prisna veza s Podravinom.
Godine 1920. pohađa Privremenu višu školu za umjetnost i umjetni obrt ( današnju Likovnu Akademiju) u Zagrebu i slika prve arhetipske podravske idile. Specijalka kod Becića i grafički tečaj kod Krizmana obogatili su Hegedušićevo znanje, ali nisu utjecali na njegov slikarski stil. 
U Parizu gleda slike Pietera Breughela i sluti svoju figuralnu morfologiju. Ni tada se ne prekida njegova veza s Podravinom. Iz sjećanja na podravska obojena stakla nastala je mala tempera, također na staklu Bilo nas je pet vu kleti. Malo poslije, 1929., nakon susreta sa slikarima Tabakovićem i Postružnikom i pariškim đakom Leom Junekom, osniva skupinu Zemlja. Slika Harmonikaš iz tog razdoblja ideološki odbacuje umjetnost radi umjetnosti, Poplava je puna kritičkog naboja i razornog djelovanja. Podravski motivi tiskani 1933. kao vizualni korelat književnog ruralnog mita Miroslava Krleže popraćeni su i Krležinim predgovorom. 
Za vrijeme Drugog svjetskog rata u strahu od uhićenja zbog prijašnjih ljevičarskih istupa privaća zaštitu kardinala Stepinca i tijekom 1941. radi mnogobrojne skice za fresku Golgota u Mariji Bistrici. Poslije rata Hegedušić je imenovan redovitim profesorom Akademije likovnih umjetnosti, a 1950. dobiva naslov majstora slikara i postaje voditelj majstorske radionice. Hegedušićevo slikarstvo dokaz je da se umjetnost ne može posve odvojiti od spoznaje, zato u njegovim slikama ima i poruge i suvremenih otuđenja. Mladoženja, vol i pumpa iz 1969., slika je onoga što ostaje, a što je ostalo od grada, što je ostalo od čovjeka u gradu. Od 1971. do 1973. u spomen-domu na Tjentištu radi na velikom ciklusu fresaka. Prizori su puni strave. Čitav taj veliki i radikalni opus Krste Hegedušića ne možemo svrstati u lijepe slike, jer one su pobuna protiv zla.
U njegovoj rodnoj Petrinji od 1987. djeluje galerija koja se zove njemu u čast.